# Vstala Primorska
Vstajenje Primorske (v javnosti znana tudi kot Vstala Primorska) je slovenska rodoljubna pesem in himna Primorcev. Nastala je februarja 1944 v kurirski karavli v Križni Gori nad Colom. Avtor Lev Svetek-Zorin se je dan po prihodu na karavlo povzpel na bližnji vrh, kjer ga je prevzel pogled na Vipavsko dolino in naprej čez Kras do Tržaškega zaliva. Še isti večer je na mitingu prebral še svežo Vstajenje Primorske. Pesem se je razšilila prav zaradi italijanskega fašizma ter zatiranja primorskih Slovencev in narodnega boja proti fašizmu, ko je bila Primorska po Rapalski pogodbi priključena Italiji.
Uglasbil in z avtorjevo odobritvijo priredil jo je Rado Simoniti leta 1968 za proslavo ob 25. obletnici splošne primorske vstaje ob padcu fašizma jeseni 1943. Za refren je uporabil melodijo refrena iz uglasbitve pesmi Bazovica skladatelja Frana Edvarda Venturinija zato, da bi pesmi povezal tudi na simbolni ravni.

## Besedilo
Nekdaj z bolestjo smo v sebe zaprli

svoje ponižanje, svoje gorje,

krik maščevanja na ustnih zatrli,

ga zakopali globoko v srce.

Toda glej, planil vihar je presilen,

kot pajčevine raztrgal okov,

šinil je zopet žar novega dneva

tja do poslednjih primorskih domov.

Strojnice svojo so pesem zapele,

zrak je pretreslo grmenje topov,

širne poljane so v ognju vzplamtele,

klic je svobode vstal sredi gozdov.

Vstala Primorska si v novo življenje,

z dvignjeno glavo korakaj v nov čas!

V borbah, ponižanju, zmagah, trpljenju

našla si končno svoj pravi obraz.

- Spomenik ob razgledu, ki je navdihnil nastanek primorske himne - MMC RTV Slovenija
- Izvedba TPPZ Pinko Tomažič v Stožicah 27/4/2013